# Дорсо
Дорсо́ (фр. Dorceau) — колишній муніципалітет у Франції, у регіоні Нормандія, департамент Орн. Населення — 407 осіб (2011).
Муніципалітет був розташований на відстані близько 125 км на південний захід від Парижа, 125 км на південний схід від Кана, 55 км на схід від Алансона.

## Історія
До 2015 року муніципалітет перебував у складі регіону Нижня Нормандія. Від 1 січня 2016 року належав до нового об'єднаного регіону Нормандія.
1 січня 2016 року Дорсо, Беллу-сюр-Юїн i Ремалар було об'єднано в новий муніципалітет Ремалар-ан-Перш.

## Демографія
Динаміка населення (Insee ):
Розподіл населення за віком та статтю (2006):
| Стать | Всього | До 15 років | 15-24 | 25-44 | 45-64 | 65-85 | Понад 85 |
| --- | ------ | ----------- | ----- | ----- | ----- | ----- | -------- |
| Чоловіки | 208    | 28          | 24    | 60    | 60    | 32    | 4        |
| Жінки | 196    | 40          | 20    | 56    | 36    | 40    | 4        |
| \| Статево-вікова піраміда \| Статево-вікова піраміда \| Статево-вікова піраміда \| \| ----------------------- \| ----------------------- \| ----------------------- \| \| Чоловіки \| Вік \| Жінки \| \| 4 \| 85 + \| 4 \| \| 0 \| 80-84 \| 12 \| \| 12 \| 75-79 \| 8 \| \| 20 \| 70-74 \| 16 \| \| 0 \| 65-69 \| 4 \| \| 4 \| 60-64 \| 16 \| \| 12 \| 55-59 \| 4 \| \| 16 \| 50-54 \| 4 \| \| 28 \| 45-49 \| 12 \| \| 8 \| 40-44 \| 12 \| \| 20 \| 35-39 \| 24 \| \| 20 \| 30-34 \| 16 \| \| 12 \| 25-29 \| 4 \| \| 16 \| 20-24 \| 4 \| \| 8 \| 15-20 \| 16 \| \| 12 \| 10-14 \| 20 \| \| 8 \| 5-9 \| 16 \| \| 8 \| 0-4 \| 4 \| |        |             |       |       |       |       |          |
| Статево-вікова піраміда |        |             |       |       |       |       |          |
| Чоловіки | Вік    | Жінки       |       |       |       |       |          |
| 4 | 85 +   | 4           |       |       |       |       |          |
| 0 | 80-84  | 12          |       |       |       |       |          |
| 12 | 75-79  | 8           |       |       |       |       |          |
| 20 | 70-74  | 16          |       |       |       |       |          |
| 0 | 65-69  | 4           |       |       |       |       |          |
| 4 | 60-64  | 16          |       |       |       |       |          |
| 12 | 55-59  | 4           |       |       |       |       |          |
| 16 | 50-54  | 4           |       |       |       |       |          |
| 28 | 45-49  | 12          |       |       |       |       |          |
| 8 | 40-44  | 12          |       |       |       |       |          |
| 20 | 35-39  | 24          |       |       |       |       |          |
| 20 | 30-34  | 16          |       |       |       |       |          |
| 12 | 25-29  | 4           |       |       |       |       |          |
| 16 | 20-24  | 4           |       |       |       |       |          |
| 8 | 15-20  | 16          |       |       |       |       |          |
| 12 | 10-14  | 20          |       |       |       |       |          |
| 8 | 5-9    | 16          |       |       |       |       |          |
| 8 | 0-4    | 4           |       |       |       |       |          |

## Економіка
2010 року серед 271 особи працездатного віку (15—64 років) 208 були активними, 63 — неактивними (показник активності 76,8%, у 1999 році було 72,2%). З 208 активних мешканців працювали 202 особи (113 чоловіків та 89 жінок), безробітними було 6 (4 чоловіки та 2 жінки). Серед 63 неактивних 20 осіб було учнями чи студентами, 23 — пенсіонерами, 20 були неактивними з інших причин.

У 2010 році в муніципалітеті числилось 175 оподаткованих домогосподарств, у яких проживали 395,0 особи, медіана доходів виносила 17 442 євро на одного особоспоживача